# 断代史
断代史（だんだいし）は、史書における基本的概念であり思想である。通史とその性質を対となし、その時代におきた様々な出来事を記録したものである。そしてその裁断方法として中国における史書等は、「ひとつの王朝についてのみ記録する」ものが最も便利なもので、完璧とは言えないが中国史において現段階で最も妥当であり有用なものである。
『後漢書』『三国志』などは断代史形式の史書である。
古より中国では、ひとつの王朝の歴史は次の王朝が編纂すべきという史実に関する思想があり、後漢書などもこの考えに基づき後世において残された記録から編纂されている。根幹にあるのは自らのことを記すと誤摩化しが生じるという思想であるが、次代王朝において不利なこと（皇位簒奪など）においてはその限りではないので注意が必要である。
そしてそれ以外においても断代史において指摘される点はいくつかあるのだが、特に王朝の交替を以てそれをそのまま文学史上の区切りとすることによって、王朝の変化と文学の変化が連動しているように見えること（漢文唐詩宋詞元曲という言葉のように）が挙げられる。
簡潔に言えば統治者集団の変化が社会・文化・芸術活動に影響はあるかということである。王朝の変化によりすぐ文化も変化することになれば「唐宋文学」や「明清文学」のようなものが誕生できないことになる。
他で言えば単にある時点を示したい場合であっても「宋代」と示すと960年から1279年までの時代も指してしまうため時間的な起点と終点が問題となったり、王朝で区分すると特定の空間的な領域も問題として浮上する為、現在断代史を巡りこのようなことから反対する人と古来から受け継がれてきた歴史区分を使う人達で論争となっている。そしてこの論争は明治時代から繰り広げられており、このことから波多野太郎は「中国文学史の研究は明治大正期から前進していない」と評している。